# Codificació sensorial
La codificació sensorial és el processament de la informació sensorial per tal de tenir representacions mentals de l'entorn i del propi cos. La codificació s'inicia quan l'estímul es traduït pels receptors sensorials i continua a mesura que la informació es transmet a nivells progressivament més elevats del sistema nerviós central (SNC).
Es tracta d'un conjunt de regles que permeten als sistemes sensorials marcar a nivell nerviós tant la qualitat (modalitat) de l'estímul com les diferències quantitatives entre estímuls de la mateixa modalitat.
Les característiques codificables són:
- Modalitat sensorial
- Localització
- Intensitat o magnitud
- Durada

## Característiques codificables

### Modalitat sensorial

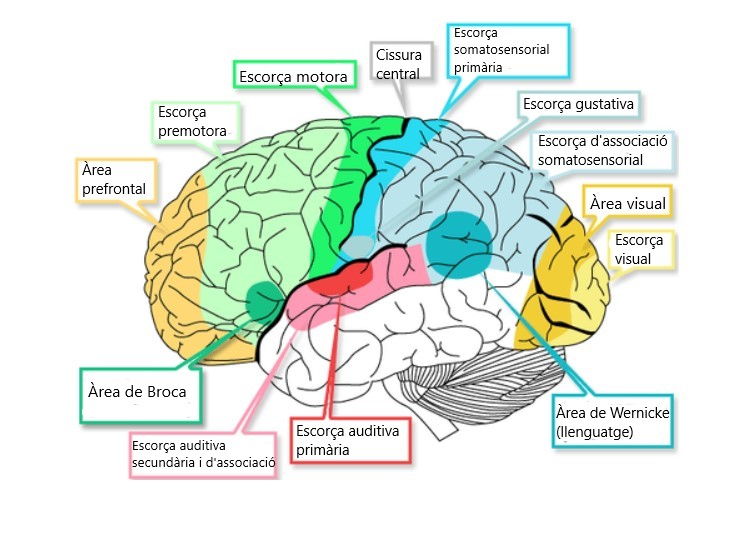
Les diferents parts de l'escorça cerebral organitzades per modalitats sensorials.

Una modalitat sensorial és un tipus específic de sensació. Aquesta serà determinada pel punt específic del SNC on acabi la fibra nerviosa excitada. L'especificitat de les fibres nervioses per a transmetre només una modalitat sensitiva es denomina principi de la línia rotulada o marcada.
Hi ha cinc modalitats sensorials principals: audició, visió, tacte, gust i olfacte. A l'època moderna, també s'inclouen en aquesta categoria els sentits somàtics del dolor, la temperatura, la pruïja i la propiocepció, així com el sentit vestibular de l'equilibri.
Els receptors sensorials, les seves vies centrals i les corresponents àrees del cervell constitueixen un sistema sensorial. El receptor sensorial converteix l'energia de l'estímul en energia elèctrica, un mecanisme de processament anomenat transducció que es troba a tots els sistemes sensorials.

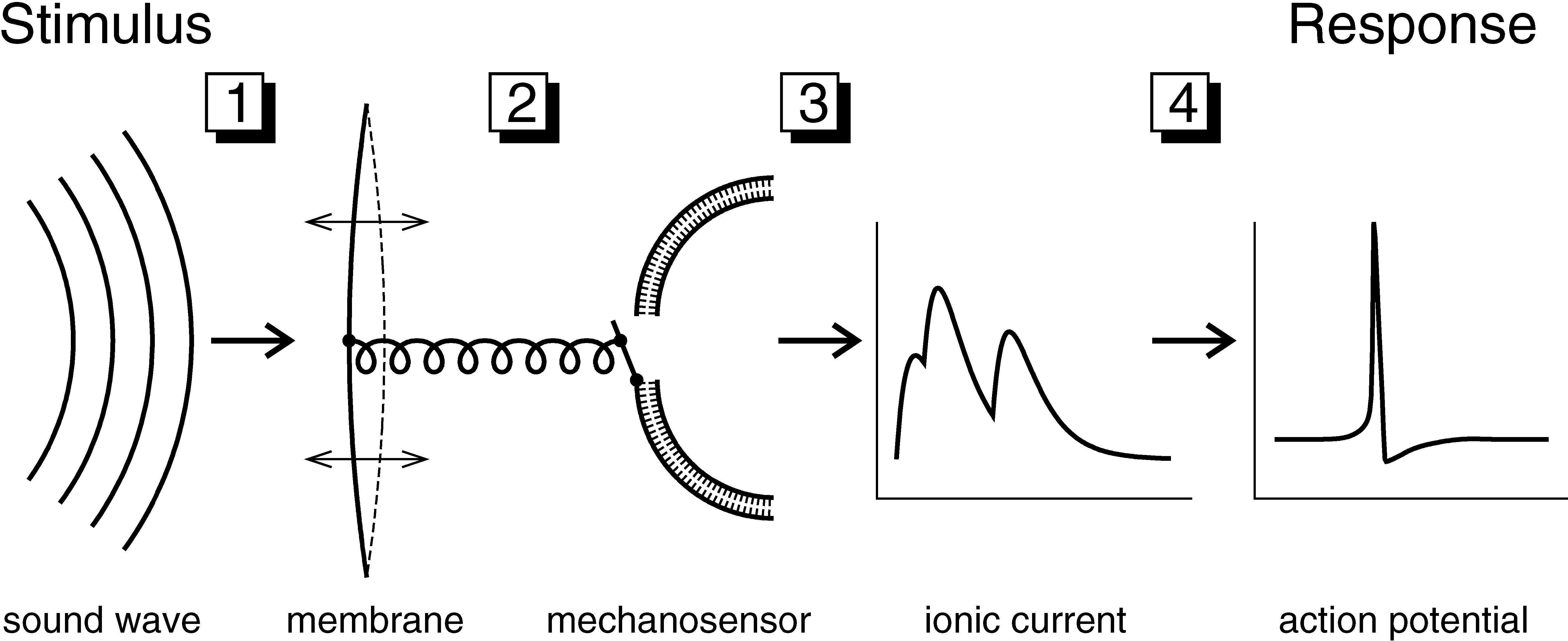
Procés de transducció auditiva

Aquest senyal elèctric generat pels receptors s'anomena potencial receptor.
La morfologia d'un receptor sensorial sol ser específica i selectiva per a la transducció d'una determinada forma d'energia, un fenomen conegut com a especificitat del receptor.
La selectivitat del receptor per a un tipus particular d'energia estimulant indica que l'axó corresponent és una línia de comunicació específica per a una determinada modalitat i només transmet informació sobre aquest tipus d'estímul. Els receptors sensorials estableixen connexions amb determinades estructures del sistema nerviós central i les activen. Per tant, una determinada modalitat està representada per un conjunt de neurones que estan connectades a una classe específica de receptors i que constitueixen un sistema sensorial.
Els humans tenen quatre classes de receptors, cadascun dels quals respon selectivament a una forma d'energia: mecànica, química, tèrmica o electromagnètica.

Cadascuna de les modalitats principals té diverses submodalitats, ja que cadascuna de les quatre classes de receptors descrites anteriorment no és homogènia, sinó que consisteix en diversos subtipus de receptors diferents que estan especialitzats en un rang d'energia d'estímul limitat. Per tant, els receptors actuen eficaçment com a filtres per obtenir un ample de banda estret d'energia i mostren sintonització amb un estímul únic que activa el receptor davant baixos nivells d'energia.

Cal tenir en compte que, tot i que les neurones sensorials solen ser sensibles a un sol tipus d'estímuls, l'especificitat no és absoluta: per exemple, els fotoreceptors de la retina poden activar-se mitjançant una estimulació mecànica molt forta.

### Localització

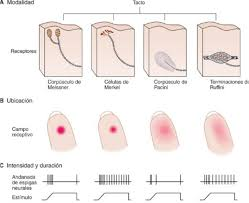
Receptors sensorials del tacte, camp receptor del dit i diferents taxes de resposta neuronals.

El camp receptor (CR) d'una neurona és la regió de l'espai en la qual la presència d'un estímul altera la seva resposta.
Per exemple, els camps receptors de la pell són aquelles regions de la pell que quan incideix l'estímul activa la cèl·lula receptora, però també una cèl·lula del tàlem o una de l'escorça. Llavors quan parlem de camp receptor no només parlem del lloc on incideix l'estímul sinó també la regió que rep la informació, com per exemple, el tàlem i l'escorça.
Els òrgans dels sentits solen tenir una distribució topogràfica de receptors per proporcionar informació; la porció estimulada del cos, la localització d'un estímul a l'espai, la mida i la forma dels objectes de l'entorn i els detalls específics d'un estímul o de l'entorn estan representats per la disposició espacial dels receptors sensorials.
En visió i sensació, aquest camp receptor està ubicat a una regió topogràfica específica localitzada a la sortida sensorial de la neurona corresponent. Un receptor només respondrà a l'estimulació dins del seu camp receptiu i un estímul més gran que un camp receptiu únic activarà els receptors veïns. Així, la mida de l'estímul afecta el nombre de receptors que s'estimulen i activen.

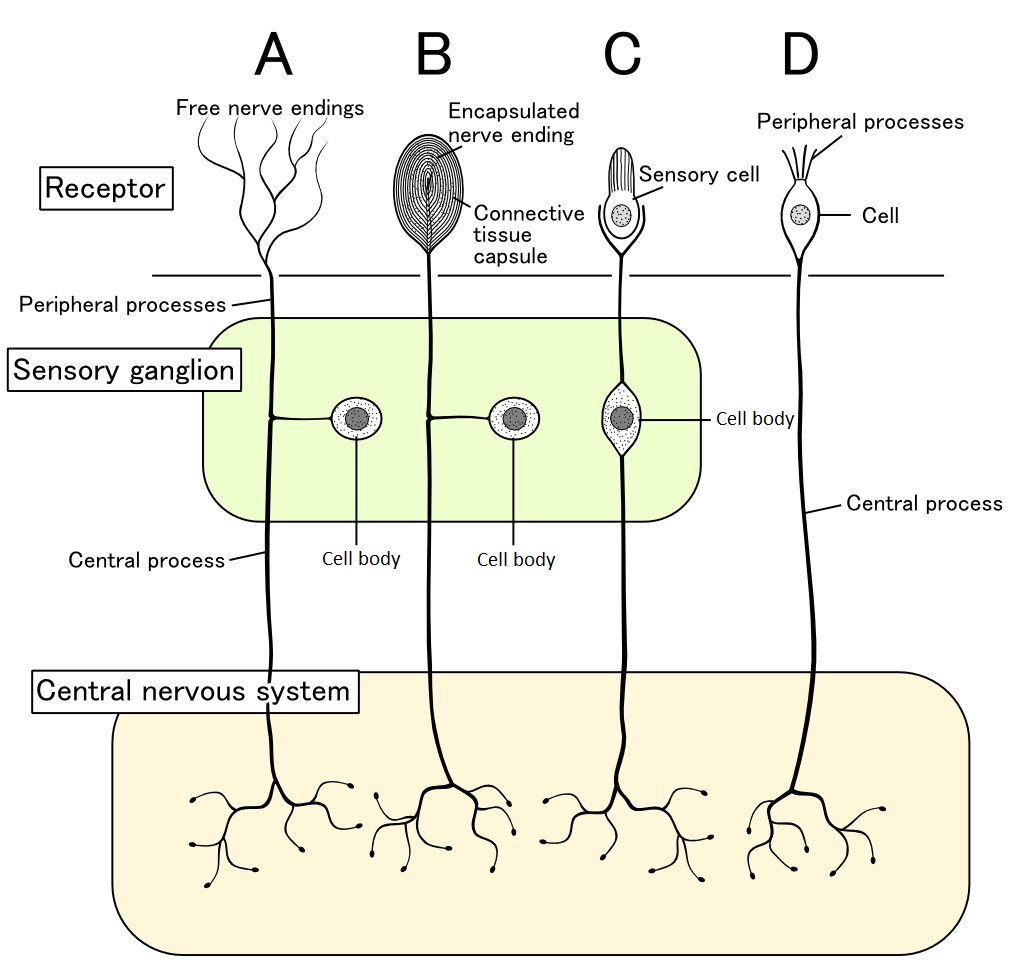
Estructura del sistema sensitiu humà

La resolució (és a dir qualitat) d'un sistema sensorial és producte de la seva densitat de receptors. És possible obtenir una resolució espacial més detallada en regions amb poblacions de receptors més denses, ja que cada receptor tindrà un camp receptiu més restringit. La densitat de receptors, però, no és uniforme al llarg de tot un pla sensorial. Les diferències resultants en la densitat d'entrades aferents al sistema nerviós central porten a discrepàncies en la representació topogràfica de diverses parts del cos als mapes del sistema nerviós central: les parts del cos densament innervades ocupen les àrees més grans, mentre que les parts poc innervades ocupen les àrees més petites.
Els receptors per a l'oïda, el gust i l'olfacte es distribueixen espacialment segons la sensibilitat o espectre energètic d'aquestes modalitats. Els receptors auditius s'organitzen segons la freqüència sonora a la qual responen, mentre que els quimioreceptors localitzats a les superfícies receptives del nas i la llengua es distribueixen en funció de la seva sensibilitat química particular.

### Intensitat o magnitud
L'amplitud de les respostes de cada receptor determina la intensitat d'un estímul, que és una funció de la quantitat total d'energia conferida per part de l'estímul al receptor.
El llindar sensorial és la força d'estímul més baixa que pot detectar un subjecte. La sensibilitat dels receptors per a una modalitat limita el llindar sensorial; l'energia del llindar està lligada a l'amplitud mínima de l'estímul que genera potencials d'acció en un nervi sensorial.
Les fibres aferents augmenten la seva freqüència de descàrrega a mesura que la intensitat de l'estímul augmenta. Els estímuls sensorials alteren el potencial de la membrana en un patró que genera un codi de potencials, i és per això que la freqüència del potencial d'acció codifica l'amplitud i freqüència dels potencials del receptor. Per tant, els potencials d'acció de freqüència més alta són el resultat de potencials de receptor més grans que han estat provocats per estímuls d'amplitud superior.
Després que s'hagi disparat un potencial d'acció, una neurona experimenta un període refractari absolut durant el qual no es pot generar potencials d'acció a causa de la inactivació dels canals de sodi. La següent descarrega disparada per l'axó del receptor es produirà més endavant en el període refractari o un cop aquest hagi acabat. Un potencial receptor d'amplitud més gran farà que la neurona assoleixi el seu llindar de disparació abans, reduint així l'interval entre pics. A més, els estímuls més forts també poden activar un nombre més gran de receptors, és a dir, la mida de la població receptora codifica la intensitat de l'estímul. Aquest fenomen es coneix com a codi de població i generalment depèn de l'existència de llindars sensorials variables entre els receptors individuals d'un sistema sensorial determinat.

### Durada
Els canvis en la freqüència dels potencials d'acció codifiquen les propietats temporals d'un estímul. Els receptors solen indicar la velocitat d'augment o disminució de la intensitat de l'estímul a través d'alteracions ràpides del seu ritme de tret.
La cessació del tret pot indicar el final de la presentació de l'estímul. L'adaptació és el procés mitjançant el qual els receptors sensorials disminueixen la seva resposta i la sensació es redueix o desapareix com a resultat d'una presentació prolongada i sense canvis dels estímuls. Aquesta adaptació del receptor és un mecanisme neuronal pel qual els subjectes perden gradualment la consciència dels estímuls constants.

Existeixen receptors d'adaptació lenta i ràpida. Així, els sistemes sensorials poden detectar contrastos en estímuls, és a dir, canvis en els patrons temporals i espacials dels estímuls. La velocitat i l'acceleració, els derivats temporals dels estímuls que indiquen el moviment, es detecten mitjançant receptors que s'adapten ràpidament i que disparen amb velocitats proporcionals a la velocitat del moviment i s'aturen quan els estímuls cessen. De la mateixa manera, certes neurones visuals i somatosensorials detecten contrastos espacials mitjançant la sensibilitat a les vores: disparen més ràpidament quan es produeixen canvis bruscs en els seus camps receptius, a diferència de quan les propietats espacials es mantenen constants.

## Codificació somatosensorial
El sistema somatosensorial processa informació del tacte, la propiocepció, el dolor i la temperatura. Rep els estímuls a partir de mecanoreceptors, termoreceptors, propioceptors i nociceptors. Les sensacions que tenim resultat de la recepció de diferents formes d'energia són creacions de la ment, formes en com el cervell ens fa sentir a nosaltres i donar resposta a l'energia que existeix a l'exterior.
Depenent del tipus d'estímul i receptor del qual es tracti, arribarà a un lloc o un altre del SNC, el qual determinarà la modalitat somatosensorial.
Pel que fa a la durada de l'estímul, ve determinat per l'adaptació del receptor que rebi la informació. Els receptors d'adaptació lenta o tònics, és a dir, receptors que envien potencials d'acció durant el temps que dura l'estímul del sistema somatosensorial són: 
- Disc de Merkel: porta informació sobre la discriminació tàctil precisa, forma i textura.
- Corpuscle de Ruffini: estirament de la pell, direcció del moviment, posició de la mà i dits, i sensació de calor a la pell.[7]
- Terminació nerviosa lliure: contacte suau.
- Nociceptor: dany a la pell.

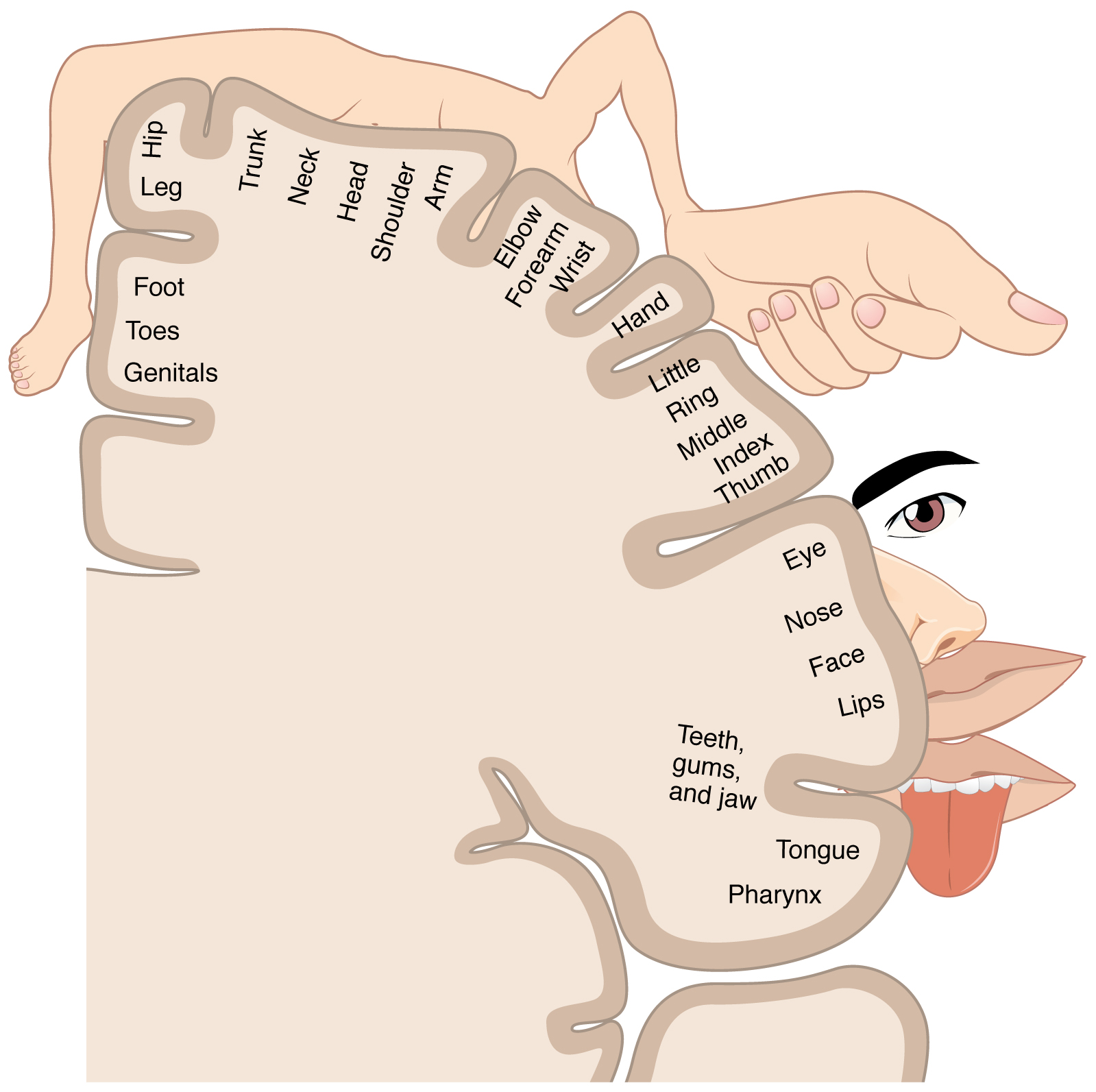
Homuncle somatosensorial o de Penfield.

Els receptors d'adaptació ràpida o fàsics només informen de quan comença i acaba (s'adapten ràpidament a l'estímul).
- Corpuscle de Meissner: responsables de la percepció del moviment per la pell.
- Corpuscle de Pacini: vibració en contacte amb l'objecte.
- Fol·licle pilós: moviment sobre la pell.

La localització de l'estímul vindrà determinada pels camps receptors activats (distribució de neurones) i on es troben en el cos. Aquests camps receptors tenen representació a l'escorça somatosensorial (vegeu homuncle cortical o de Penfield), per exemple, la informació dels camps receptors successius d'un dit es projecten a l'escorça cerebral generant un mapa cortical de la regió corporal.
Per acabar, la intensitat serà determinada per l'amplitud de l'estímul sobre el cos.

## Codificació de la visió

Diagrama simple d'un ull humà (secció horitzontal del dret vist des de dalt) 1. Conjuntiva, 2. Escleròtica, 3. Còrnia, 4. Humor aquós, 5. Cristal·lí, 6. Pupil·la, 7. Úvea (amb 8. Iris, 9. Cos ciliar, 10. Coroide), 11. Humor vitri, 12. Retina (amb 13. Màcula retinal i 14. Disc òptic, papil·la òptica → punt cec), 15. Nervi òptic

### Codificació de llum i foscor a la retina
Tota cèl·lula del sistema visual està associada a un camp receptor, és a dir una regió de l'espai en la qual la presència d'un estímul altera la resposta d'aquesta neurona, és a dir, la taxa d'impulsos electroquímics que aquesta genera.

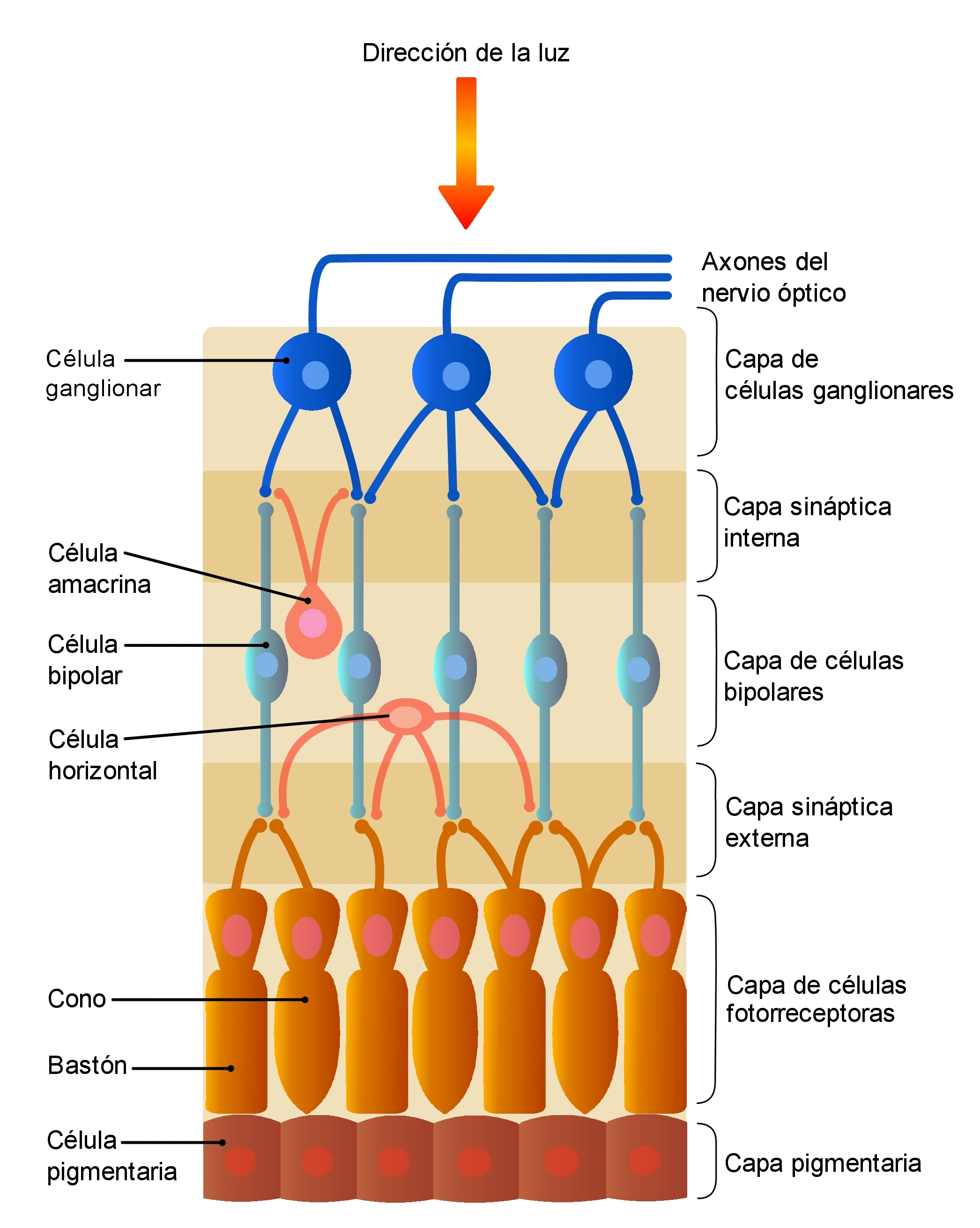
Capes de la retina - cèl·lules ganglionars incloses

En el cas de la codificació del sentit de la visió, és necessari centrar l'atenció als camp receptor de la cèl·lula ganglionar, la neurona que transporta informació de la retina cap al tàlem i d'allà a l'escorça cerebral (vies visuals).

Quan la llum incideix sobre camp visual de la retina, il·lumina un seguit de cons i/o de bastons, i aquests envien la informació visual cap a una cèl·lula ganglionar.
Si la llum incideix al centre del camp receptor, la cèl·lula ganglionar s'activa i comença a emetre potencials d'acció, en canvi, si la llum a la perifèria o totalitat del camp receptor, la informació que es projecta cap a la cèl·lula ganglionar provoca una resposta d'inhibició d'aquesta.

Els camps receptors de les cèl·lules ganglionars de la retina són concèntrics, amb un centre i una perifèria antagònics.
Les cèl·lules ganglionars es classifiquen en:
- ON/OFF: Activació de la cèl·lula ganglionar quan la llum incideix al centre, inhibició quan ho fa a la perifèria. Assenyalen increments d'il·luminació en el centre del seu camp receptor.

- OFF/ON Activació de la cèl·lula quan la llum incideix a la perifèria, inhibició quan ho fa al centre. Assenyales disminucions d'il·luminació en el centre del seu camp receptor.

En ambdues, si s'il·lumina tot el camp receptor, es manté la taxa basal de resposta.
Aquesta disposició de camp receptor permet que les cèl·lules ganglionars estiguin dissenyades per a respondre a canvis o bores (deguts al moviment dels objectes o dels propis ulls) i a contrastos de lluminositat. Això és degut al fet que, nomes les cèl·lules ganglionars que tenen els seus camps parcialment il·luminat (degut a la presència d'un contorn) incrementen la seva taxa de resposta.

### Codificació del color a la retina

#### Teoria tiricromàtica de la visió del color
La teoria tricromàtica del color o Teoria de Young–Helmholtz Teoria proposada per Thomas Young l'any 1802 i reelaborada per Hermann von Helmholtz l'any 1852, és una teoria de la visió del color tricromàtica - la manera en què el sistema visual dona lloc a l'experiència fenomenològica del color. Young va postular l'existència de tres tipus de fotoreceptors (ara coneguts com a cèl·lules de con) a l'ull, cadascun dels quals era sensible a un rang particular de llum visible.
Hermann von Helmholtz va desenvolupar la teoria encara més: els tres tipus de fotoreceptors de cons es podrien classificar com a preferents d'ones curtes (violeta), preferents d'ones mitjanes (verds) i preferents d'ones llargues (vermells), segons la seva resposta a les longituds d'ona de la llum que colpeja la retina. Les forces relatives dels senyals detectats pels tres tipus de cons són interpretades pel cervell com un color visible.

Espectre visible

##### Percentatge de cons per a cada tipus d'ona
- Cons longitud d'ona llarga: 60-64%

- Cons longitus d'ona mitjana: 30-32%

- Cons longitud d'ona curta: 2-10%

#### Teoria de la codificació del color per oposició
Proposada per Ewald Hering l'any 1878. Hering va polemitzar amb Thomas Young i amb Hermann von Helmholtz. Com dèiem, la teoria d'aquest últim sostenia que l'ull humà percep tots els colors a partir de tres "colors primaris" (vermell, verd, blau). Hering, en canvi, creia que el sistema visual funciona a partir d'un procés d'oposició de colors.

Teoria de la codificació del color per oposició en detall

El procés oponent és una teoria del color que afirma que el sistema visual humà interpreta la informació sobre el color processant els senyals dels cons i els bastons de manera antagònica. Hi ha una certa superposició en les longituds d'ona de la llum a les quals responen els tres tipus de cons, de manera que és més eficient que el sistema visual enregistri diferències entre les respostes dels cons, en lloc de la resposta individual de cada tipus de cons.
La teoria del color de l'oponent suggereix que hi ha tres canals oponents, els fotoreceptors de cons s'uneixen formant tres parells de colors oposats: vermell contra verd, blau contra groc i negre contra blanc (l'últim tipus és acromàtic i detecta variacions clar-fosques o lluminositat).
La teoria del procés oponent explica la visió del color com a resultat de la manera com els fotoreceptors s'interconnecten neuronalment. A més, aquesta teoria s'aplica a diferents nivells del sistema nerviós. Una vegada que el sistema neuronal passa més enllà de la retina al cervell, la naturalesa de la cèl·lula canvia i comença a respondre de manera oposada. Per exemple, els fotoreceptors verd i vermell poden enviar un senyal individual des de cada un d'ells a la cèl·lula oponent vermella-blava més lluny juntament amb el sistema. Les respostes a un color d'un canal oponent són antagòniques a les de l'altre color. És a dir, els colors oposats de l'oponent mai es perceben junts: no hi ha "vermell verdós" ni "blau groguenc".

Oposició dels colors

Tot i que la teoria tricromàtica defineix la manera com la retina de l'ull permet al sistema visual detectar el color amb tres tipus de cons, la teoria del procés de l'oponent explica els mecanismes que reben i processen la informació dels cons. Tot i que inicialment es va pensar que les teories dels processos tricromàtic i oponent eren inicialment contradictòries, més tard es va entendre que els mecanismes responsables del procés contrari reben senyals dels tres tipus de cons i els processen a un nivell més complex.

##### Post-efecte del color
Quan la gent mira massa temps un color brillant, per exemple, el vermell, i mira cap a un camp blanc, percebrà un color verd. L'activació d'un membre de la parella inhibeix l'activitat de l'altre.

## Codificació de l'audició
La codificació del sistema auditiu es basa a codificar els paràmetres de l'amplitud, la freqüència i el retard de la senyal sonora, tant per estímuls tonals com per a complexos.
A l'orella (òrgan receptor) trobem la còclea, la qual forma part de l'orella interna. A nivell d'aquesta s'inicia la codificació del to (freqüència) i el volum (amplitud).

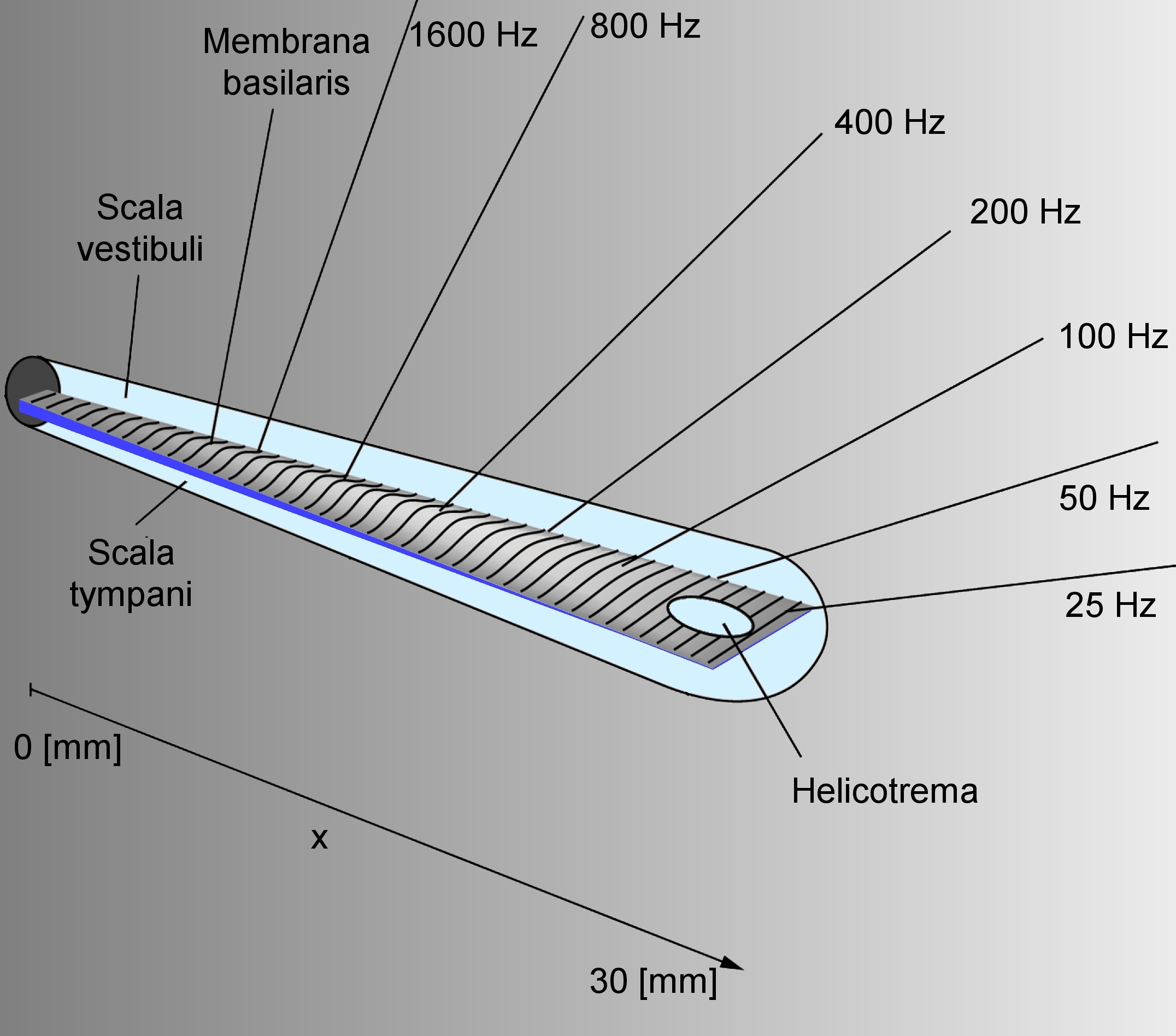
La part més apical de la membrana basilar respon a freqüències baixes i la més basal a altes.

La relació entre les propietats físiques del so (freqüència i amplitud de l'ona sonora) i el seu efecte sobre les cèl·lules ciliades, permet distingir uns sons d'uns altres. La teoria de la ressonància o de lloc (teoria tonotòpica) pretén demostrar que el lloc en què es troben les cèl·lules ciliades que es despolaritzen en resposta a un so (vegeu Transducció auditiva) guarden una relació directa amb la codificació neuronal de la freqüència del so: quan les freqüències són altes la codificació és espacial (anatòmica), és a dir, vibren diferents parts de la membrana basilar.
En canvi, la teoria de la freqüència o teoria de la freqüència característica de dispar de les neurones auditives explica la codificació temporal dels sons de freqüència baixa (degut a la limitació de potencial d'acció): les cèl·lules de la part apical de la còclea s'activen amb una taxa de resposta que reprodueix la freqüència del so.
Pel que fa a la codificació del volum:
- Codificació temporal: a més volum, major taxa de resposta de les neurones del nervi auditiu.
- Codificació espacial: a més volum es desplaça una major àrea de la membrana basilar i, per tant, s'activen un nombre més gran de neurones.

Tant la codificació del to com la del volum es complementen, és a dir, si el to s'està codificant de forma temporal, el volum es codificarà de forma espacial i a l'inrevés.

Anatomia de l'orella humana: 1: Orella externa: 2: Pavelló auricular, 3: Conducte auditiu extern, 4: Timpà. 5: Orella mitjana: 4: Timpà, 6: Ossicles: 7: Martell, 8: Enclusa, 9: Estrep. 10: Caixa timpànica. 13: Orella interna: 14: Laberint: 16: Vestíbul: 17: Finestra oval, 18: Finestra rodona. 19: Còclea. 20: Nervi vestibular, 21: Nervi coclear, 22: Conducte auditiu intern. Altres: 11: Os temporal, 12: Trompa d'Eustaqui, 23: Nervi auditiu.

Aquesta informació arriba a partir del nervi auditiu fins al tronc de l'encèfal, on es donarà la codificació de la localització del so.
Als humans no ens és gaire fàcil detectar d'on ens ve un so, tot i que tenim més facilitat per detectar si ve de la dreta o de l'esquerra. Això és degut al fet que fem ús de mecanismes que utilitzen senyals binaurals (informació que prové d'ambdues orelles) i podem contrastar.
El pavelló auricular contribueix a la localització de la procedència del so: el fet de posseir dues orelles separades pel cap (que es comporta com una pantalla acústica) fa que el so arribi a ambdues orelles amb una diferència temporal i de fase, el que serveix per a localitzar el so en el pla horitzontal.

Localització del so en el pla horitzontal o azimut: el so arriba en línia recta directament a les nostres orelles.
Les freqüències altes (>2000 Hz) quan arriben directament a l'orella fan que el cap generi una barrera cap al so, impedint que passi d'una orella a la contrària, l'efecte d'ombra sònica, el qual és més pronunciat com més alta sigui la freqüència. Tindrem més volum en una orella que en l'altre. El complex olivar superior lateral conté neurones que són capaces de contrastar i valorar aquestes diferències d'intensitat del so, ens ajuden a identificar l'origen de la font sonora.
Quan es tracta de sons de baixa freqüència (<2000 Hz), hi ha dos tipus de mecanismes depenent de si el to que ens arriba es un to sobtat (cop) o un so continu. 
- To sobtat: calcularem el temps d'arribada a cada orella (temps 1/temps 2). En el complex olivar medial, tenim neurones capaces de detectar aquest retard intraoral (diferència d'arribada del so).

- So continu: calcular la diferència de fase. El so quan ens arriba per una oïda o l'altre, el moment de l‘ona que ens arriba és diferent (p.ex.: orella esquerra: pic de l'ona, orella dreta: depressió). Un timpà pressiona cap a dins i l'altre cap enfora, ambdós timpans estan en moments diferents de la fase de l'ona. El complex olivar superior medial també conté neurones detectores de diferència de fase.

De la mateixa manera que el pavelló auricular servia per a la localització del so en el pla horitzontal, els replecs d'aquest i en particular la còclea, serveixen per localitzar el so en el pla vertical.
Localització del so en pla vertical: el so ve de dalt, de baix, de davant o de darrere i en senyals monoaurals (d'una única orella). Algunes de les ones sonores que sentim entren directament en el canal auditiu (so directe), però la major part d'elles reboten en els plecs i ondulacions del pavelló auditiu (so reflectit). Anàlisi del timbre: ens arriben vibracions diferents (directe i reflectit) i aquesta combinació és el que ens permet identificar la naturalesa dels sons que sentim i saber d'on provenen. Aquest procés pel qual els replecs de l'orella produeixen una modificació de la trajectòria dels sons rep el nom de filtrat acústic (també el produïm amb les nostres esquenes, el cap, etc.). Tot so que no arribi directament al canal auditiu passa per un procés de filtrat acústic. Són aquests canvis del timbre el que ens permet identificar la font sonora. Se sap que hi ha un primer anàlisi d'aquesta informació en el nucli coclear dorsal (nuclis a nivell del bulb, primeres regions del tronc de l'encèfal on es fa la 1ª sinapsi que arriba del VIII parell cranial).

## Codificació del gust

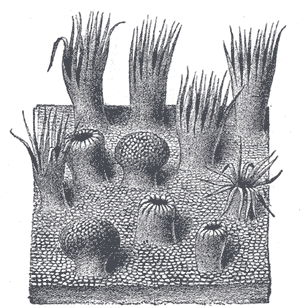
Imatge on es poden observar diverses papil·les gustatives

La funció del gust és permetre la selecció d'aliments, distingir entre aliments comestibles i substàncies verinoses. Per tant, la fisiologia del gust és la part de la fisiologia que s'encarrega de l'estudi i investigació dels mecanismes mitjançant els quals es rep i percep el gust dels aliments i elements que ens portem a la boca, part del cos on s'ubiquen els seus receptors. Abans d'explicar en detall en què consisteix, cal fer una distinció entre sabor i gust, ja que no són el mateix. El sabor integra tot la informació sensitiva rebuda a la boca: olor, gust, textura, temperatura... El gust, en canvi, ens dona informació sobre la identitat dels elements, la seva concentració i afectivitat (grat o desgrat).
Una creença errònia pel que fa a la percepció gustativa és que només hi ha quatre tipus de sabors, els receptors es troben repartits de forma parcel·lada i exclusiva en determinades regions de la llengua. No hi ha només quatre sabors bàsics, com generalment es pensa. Hi ha altres menys comuns, però que mai podrien sorgir de la combinació d'aquests quatre, com l'umami o el "gust metàl·lic". A més, en tota la llengua hi ha receptors que responen a tots els gustos, encara que el llindar d'activació d'aquests receptors (és a dir, la quantitat de sabor "necessària perquè aquests s'activin i detectin el gust") varia a cada regió. També hi ha receptors gustatius a paladar, faringe i part superior de l'esòfag, no només en la llengua.

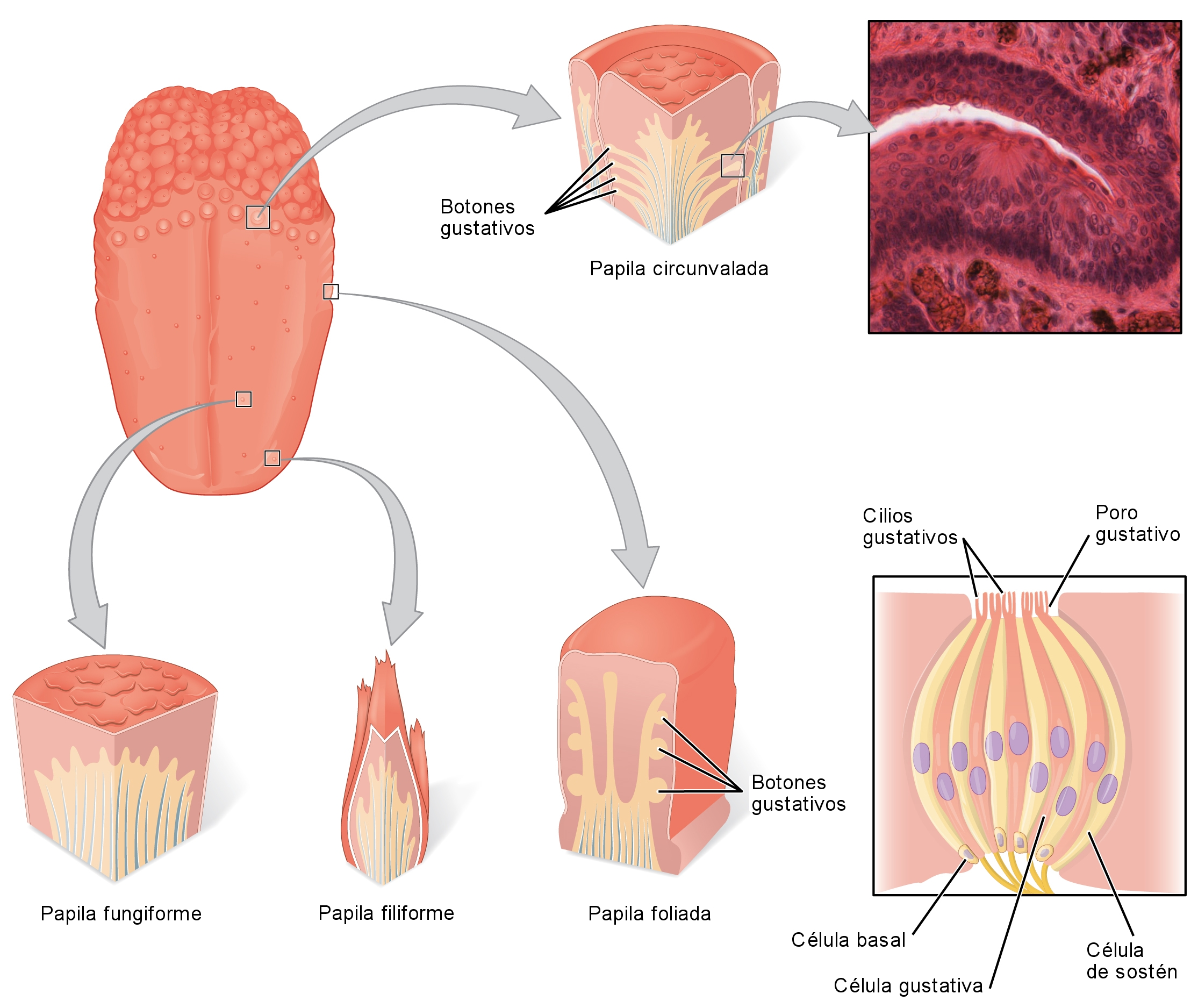
Tipus de papil·les gustatives [10

A grans trets, podem dir que la informació del gust és recollida en la llengua, òrgan especialitzat en la seva recepció, concretament en els seus receptors nerviosos especialitzats per a aquesta tasca, que són les papil·les gustatives. Aquestes transformen l'estímul sensorial (el "gust") en un impuls elèctric, anomenat potencial d'acció, que és transmès a les neurones connectades a aquests receptors i el porten fins al cervell per la seva via nerviosa específica. En el cervell rep i processa aquesta informació, fent-se conscient.
La codificació del gust és poc coneguda:
- Al nervi facial s'observa preferència per una qualitat gustativa mentre que altres fibres responen a més d'un gust.
- La informació de qualitat absoluta només es pot extreure comparant el patró i el nivell d'activitat entre les diverses fibres, així podríem determinar quin gust estem experimentant.
- Hi ha comunicació cèl·lula a cèl·lula en les papil·les gustatives, i l'activitat dels nervis gustatius pot resultar d'aquestes interaccions entre les cèl·lules gustatives en lloc de la convergència directa de l'entrada en fibres simples.
- A l'escorça insular hi ha representació gustotòpica.[16]

## Codificació de l'olfacte

Sistema olfactiu. 1: Bulb olfactiu 2: cèl·lules mitrals 3: Os 4: Epiteli nasal 5: glomèruls 6: Cèl·lules receptores olfactives

El sistema olfactiu és el sistema sensorial utilitzat per detectar les olors. Aquest sistema és sovint considerat, juntament amb el sistema gustatiu, com els sentits químic-sensorials, ja que ambdós converteixen els senyals químics en percepció.
El sistema olfactiu té diversos propòsits:
- Crea una representació de l'olor.
- Determinar la concentració de l'olor.
- Distingir una nova olor d'entre les olors ambientals en segon pla.
- Identificar les olors en diferents concentracions.
- Relacionar l'olor amb el record de què representa.

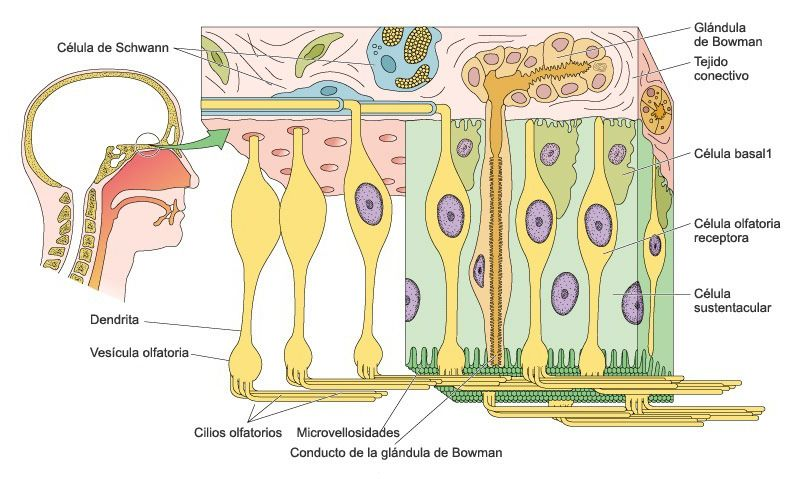
sistema olfactori

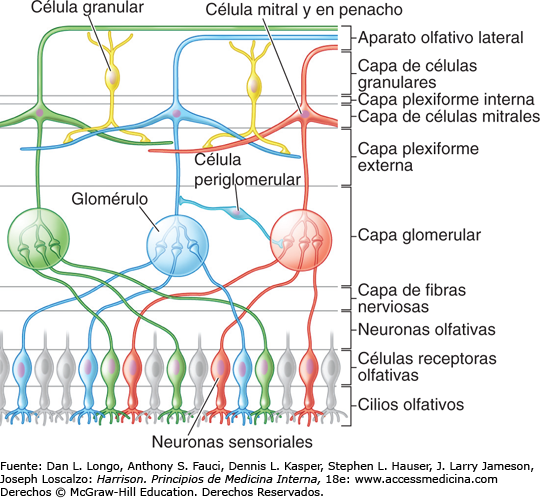
via olfactoria

Per dur a terme aquestes funcions, el sistema utilitza moltes zones cerebrals. Les representacions oloroses poden estar codificades en un espai (un patró de neurones activades en una certa regió cerebral corresponen a l'olor), temps (un patró d'impulsos nerviosos duts a terme per múltiples neurones corresponen a l'olor) o la combinació dels dos.
- Codificació espacial: convergència i amplificació del senyal olfactori (molts receptors convergeixen en un mateix glomèrul, per tant cada glomèrul seria una combinatòria de diferents tipus de cèl·lules olfactòries), cada olor és resultat de la combinació de l'activitat de diferents cèl·lules receptores.
- Codificació temporal: els glomèruls responen amb propietats temporals diferents a estímuls olorosos diferents.

1. L'epiteli olfactori es divideix en zones.
2. Cada zona conté uns quants tipus de cèl·lules receptores distribuïdes aleatòriament.
3. Cada cèl·lula receptora només es localitza en una zona epitelial i expressa un sol tipus de proteïna receptora.
4. Cada glomèrul rep informació d'un sol tipus de proteïna receptora.
5. Cada molècula olorosa pot ser reconeguda per diferents receptors.